# Turpial de Martinica
El turpial de Martinica (Icterus bonana) és un ocell de la família dels ictèrids (Icteridae).

## Hàbitat i distribució
Habita la selva pluvial i camp obert amb arbres dispersos de l'illa de Martinica, a les Antilles..